# Felsenkirche

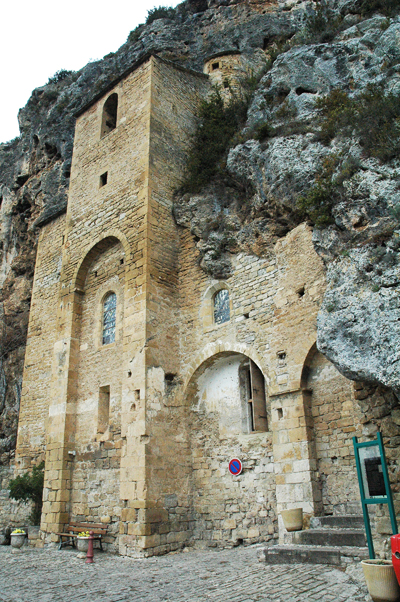
Felsenkirche in Peyre, Aveyron

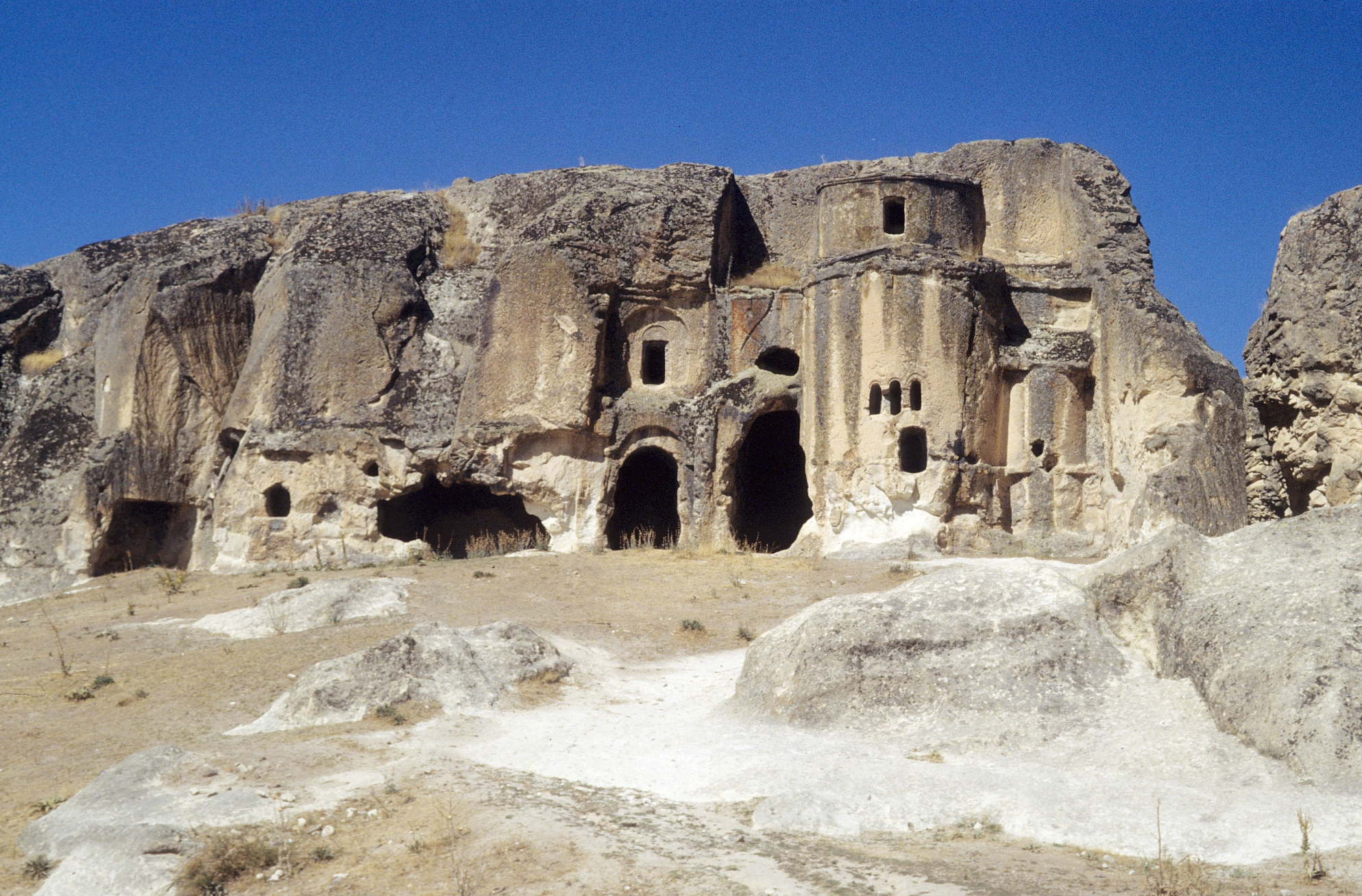
Byzantinische Felsenkirche in Ayazini, Türkei

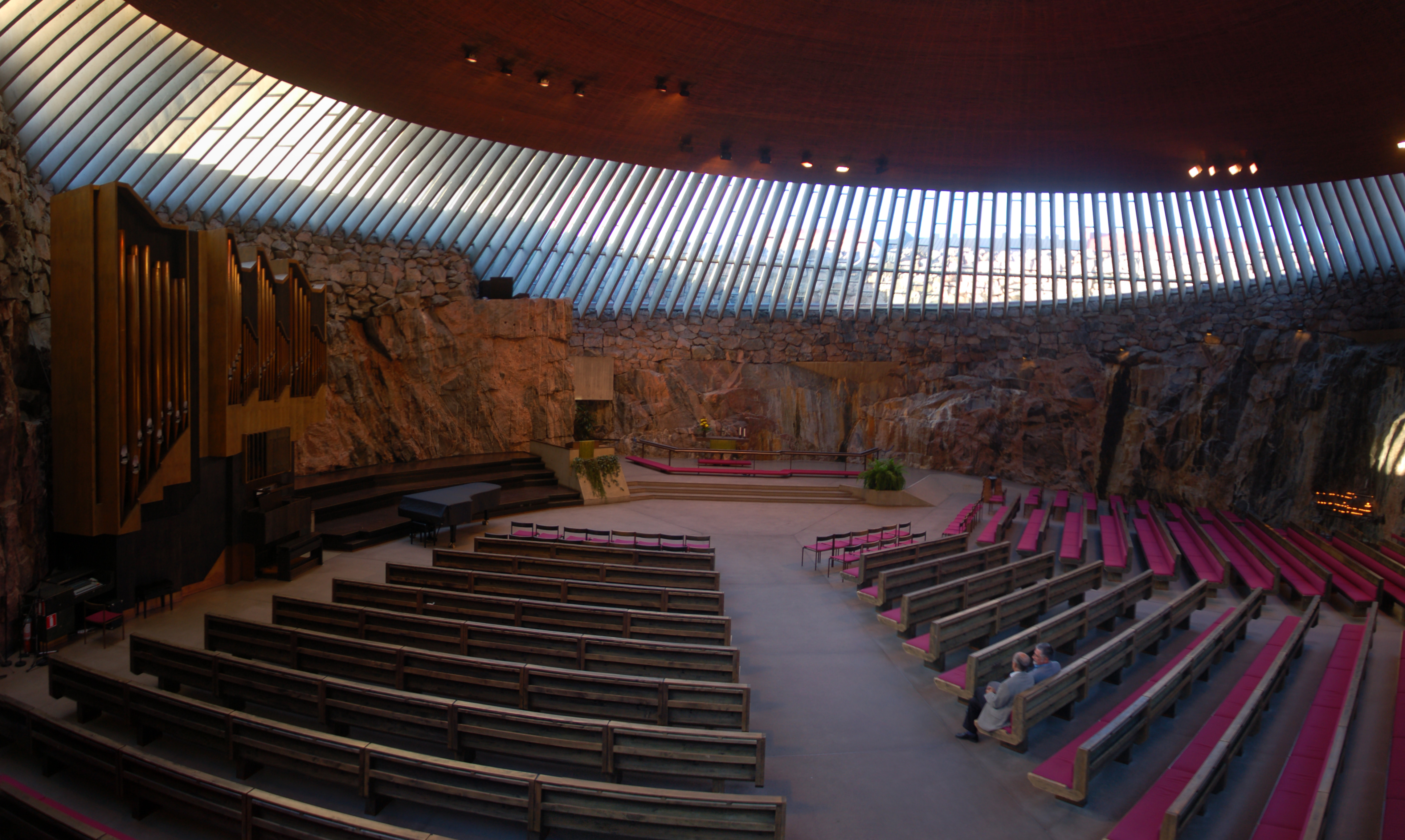
Temppeliaukiokirche in Helsinki

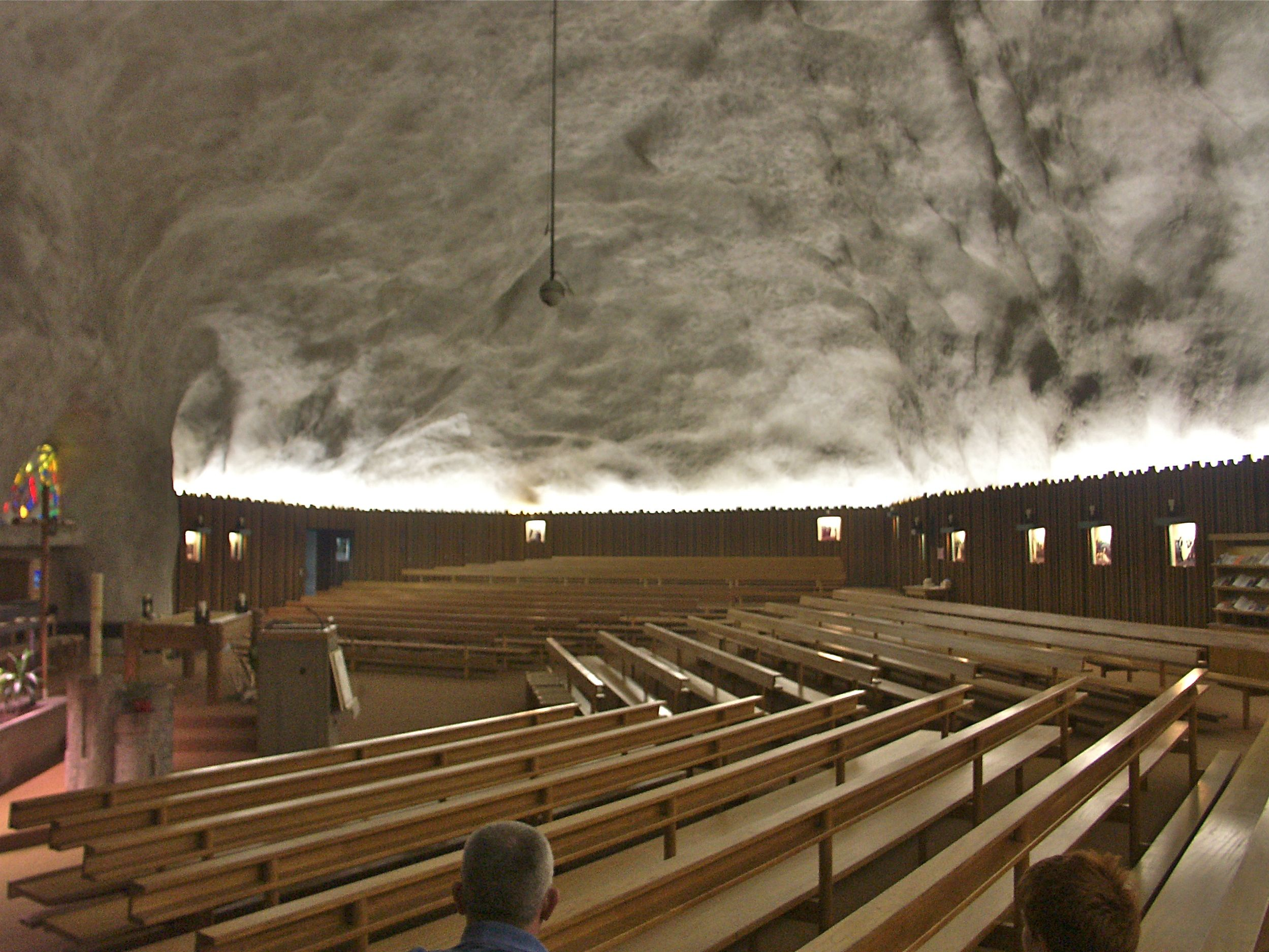
Felsenkirche in Raron

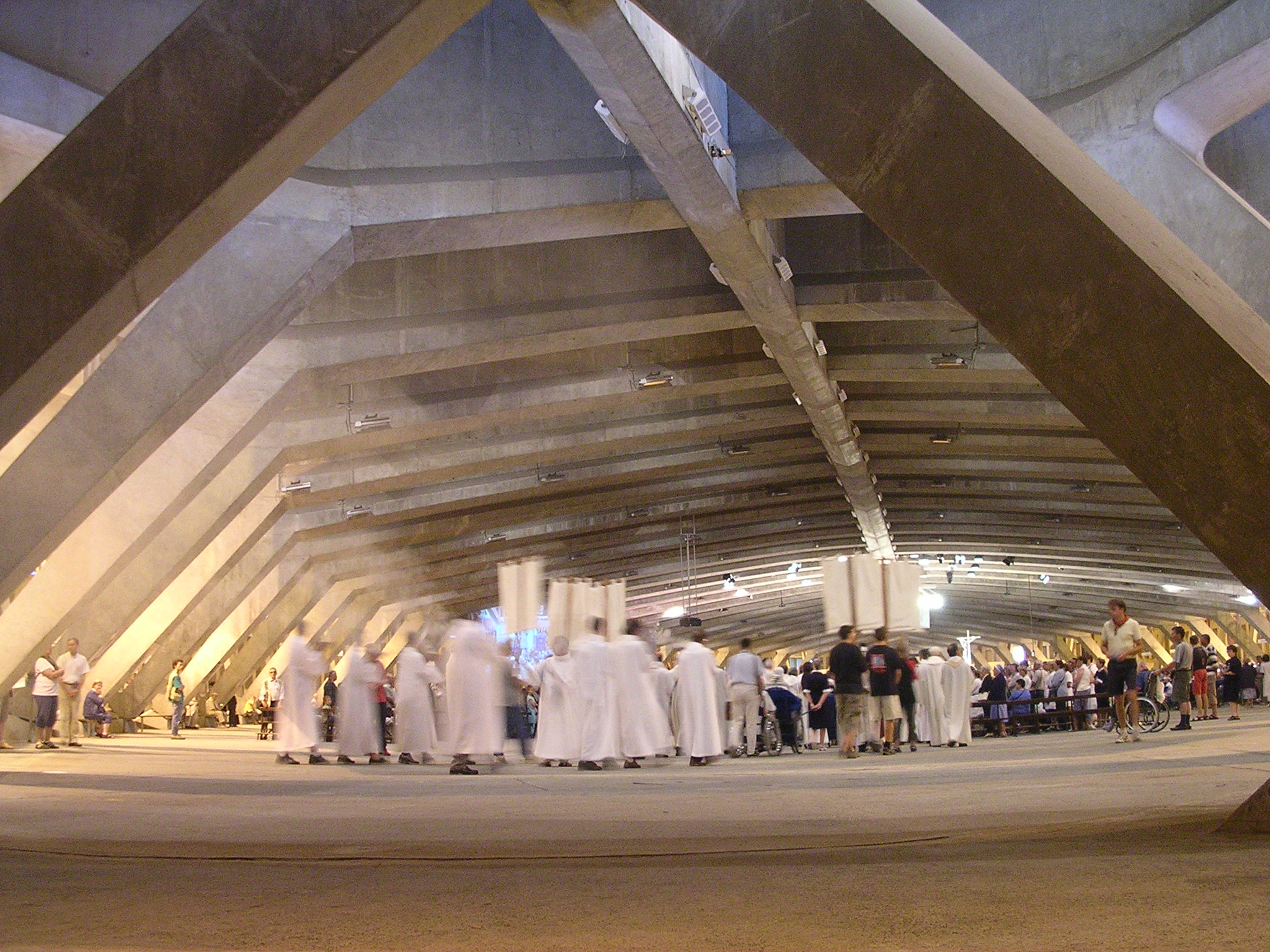
Unterirdische Kirche in Lourdes

Eine Felsenkirche ist eine aus dem oder in den natürlichen Fels geschlagene Kirche. Bei den in den Fels gehauenen Kirchen wird auch von Höhlenkirchen gesprochen.

## Geschichte
Viele Felsenkirchen lassen sich auf christliche Einsiedler zurückführen, die unter Felswänden Schutz vor Regen und wilden Tieren suchten. In späterer Zeit wurden diese Schutzwände von frommen Anhängern ausgehöhlt. Während die Existenz von Höhlenkirchen bereits für die christliche Antike belegt ist (St.-Petrus-Grotte im antiken Syrien oder die frühe Höhlenkirchen in Göreme, Kappadokien), fanden Höhlen- und Felsenkirchen in Europa und Afrika doch erst im Verlauf des Mittelalters Verbreitung.

## Beispiele
Zu den berühmtesten Bauwerken dieser Art zählen die Felsenkirchen in den Höhlensiedlungen von Matera in Süditalien (zum Beispiel San Pietro Barisano oder Santa Maria dell' Idris und San Giovanni), hunderte von Höhlenkirchen im Tuffgestein Kappadokiens und elf monolithische Felsenkirchen im äthiopischen Wallfahrtsort Lalibela, die ebenso wie Göreme in der Türkei zum UNESCO-Weltkulturerbe erklärt wurden.
Für Westeuropa sind vor allem die mittelalterlichen okzitanischen Felsenkirchen von Saint-Émilion, Rocamadour, Peyre, Aubeterre-sur-Dronne, Vals und Gurat oder von Haute-Isle nordwestlich von Paris hervorzuheben. Auf der Iberischen Halbinsel sind die nordspanischen Kirchen von San Pedro de Rocas, San Juan de la Peña und Tosantos zu nennen, die durch die von Steinkistengräbern umgebene Einsiedelei San Vicente bei Cervera de Pisuerga ergänzt wird.
Weitere markante Beispiele stellen die Klosterkirche im südgeorgischen Wardsia (12. Jahrhundert), die orthodoxen Felskirchen von Iwanowo bei Russe in Bulgarien (13.–14. Jahrhundert) oder die Höhlenkirchen im heutigen russischen Oblast Woronesch (zum Beispiel Diwnogorje) dar. Eng verwandt mit Felsen- und Höhlenkirchen sind christliche Höhlenklöster, darunter das zum Weltkulturerbe zählende russisch-orthodoxe Kiewer Höhlenkloster aus dem 11. Jahrhundert. 
In Anlehnung an die mittelalterlichen Vorgängerbauten sind im 20. Jahrhundert auch moderne Felsen- und Höhlenkirchen entstanden, unter anderem die in Granitfelsen geschlagene Temppeliaukio-Kirche in Helsinki (Finnland, 1969), die Felsenkirche St. Michael in Raron (Schweiz) und die Salzkathedralen im Salzbergwerk Wieliczka (Polen) und Zipaquirá (Kolumbien, 1954/1999).

## Sonderfälle
Gelegentlich werden auch Kirchen, die auf einem markanten Felsen gebaut sind, als Felsenkirche bezeichnet, darunter beispielsweise die Felsenkirche von Idar-Oberstein oder diejenige von Lüderitz, was aber nicht der gängigen Definition entspricht.
Auch die 1957 fertiggestellte unterirdische Basilika Pius X. in Lourdes ist in diesem Zusammenhang zu erwähnen. 